# Telesphore Mkude
Telesphore Richard Mkude (ur. 30 listopada 1945 w Pinde) – tanzański duchowny rzymskokatolicki, w latach 1993–2020 biskup Morogoro.